# Авраменко Валерій Павлович
Валерій Павлович Авраменко (нар. 5 лютого 1938, Херсон) — український електромеханік. Доктор технічних наук (1988), професор (1991).

## З життєпису
Закінчив Харківський політехнічний інститут (1960). Від 1966 працює в Харківському інституті радіоелектроніки (нині Харківський технічний університет радіоелектроніки): асистентом (1966–68), старшим викладачем (1968–71), доцентом (1971–90), від 1990 — професор кафедри автоматизаційних систем керування (нині інформація керуючих систем)..
Основний напрямок наукових досліджень — математичні методи моделювання і комп'ютерні технології опрацювання даних.

## Праці
- Моделирование организационно-технологических систем. Рязань, 1966 (співавт.);
- Управление производством в условиях неопределенности. К., 1992;
- Концепции интеллектуализации процедур принятия управленческих решений в условиях неопределенности // АСУ и приборы автоматики. 1998. № 108; Интеллектуальные процедуры синтеза рациональной структуры сложных систем // Там само. (співавт.).